# Oostenrijkse parlementsverkiezingen 1979
De elfde verkiezingen van de Nationalrat, het parlement van Oostenrijk, vonden op 6 mei 1979 plaats.
Bij de verkiezingen wist de regerende Sozialistische Partei Österreichs (SPÖ) van bondskanselier Bruno Kreisky haar meerderheid in de Nationale Raad verder te vergroten. De partij kreeg 51% van de stemmen en breidde haar zetelaantal van 93 uit naar 95. Voor de christendemocratische Österreichische Volkspartei (ÖVP) betekenden de verkiezingen een achteruitgang: de partij kreeg 41,9% van de stemmen, tegen 42,9% bij de vorige verkiezingen. Qua zetelaantal betekende dit een verlies van 3. Het waren de socialisten die profiteerden van het zetelverlies van de christendemocraten, maar ook de nationaal-liberale en uiterst rechtse Freiheitliche Partei Österreichs (FPÖ) spon garen bij het verlies van de ÖVP. De FPÖ ging één zetel vooruit ten opzichte van 1975 en kwam in totaal uit op 11 zetels.
| Voornaamste partijen die deelnamen aan de verkiezingen | Voornaamste partijen die deelnamen aan de verkiezingen | Voornaamste partijen die deelnamen aan de verkiezingen |
| Partijnaam                                             | Afkorting                                              | Ideologische richting                                  |
| ------------------------------------------------------ | ------------------------------------------------------ | ------------------------------------------------------ |
| Österreichische Volkspartei                            | ÖVP                                                    | christendemocratie, liberaal conservatisme             |
| Sozialistische Partei Österreichs                      | SPÖ                                                    | sociaaldemocratie, democratisch socialisme             |
| Kommunistische Partei Österreichs                      | KPÖ                                                    | marxisme-leninisme, communisme                         |
| Freiheitliche Partei Österreichs                       | FPÖ                                                    | liberaal conservatisme, nationaal liberalisme          |

## Uitslag
| Partijen         | Partijen                                | Stemmen   | Percentage | Zetels | Verschil |
| ---------------- | --------------------------------------- | --------- | ---------- | ------ | -------- |
|                  | Sozialistische Partei Österreichs (SPÖ) | 2.413.226 | 51,03%     | 95     | 2        |
|                  | Österreichische Volkspartei (ÖVP)       | 1.981.739 | 41,90%     | 77     | 3        |
|                  | Freiheitliche Partei Österreichs (FPÖ)  | 286.743   | 6,06%      | 11     | 1        |
|                  | Kommunistische Partei Österreichs (KPÖ) | 45.280    | 0,96%      | 0      | 0        |
|                  | Christlich Soziale Arbeitsgemeinschaft  | 2.263     | 0,05%      | —      | —        |
|                  | Ongeldige stemmen/ blanco stemmen       | 54.922    | —          | —      | —        |
| (opkomst 92,24%) | (opkomst 92,24%)                        | 4.784.173 | 100%       | 183    |          |

## Coalitievorming
Bondskanselier Bruno Kreisky vormde een nieuwe bondsregering dat op 5 juni 1979 aantrad.
Vanwege de slechte resultaten bij de verkiezingen moest ÖVP-partijleider Josef Taus het veldruimen voor Alois Mock.

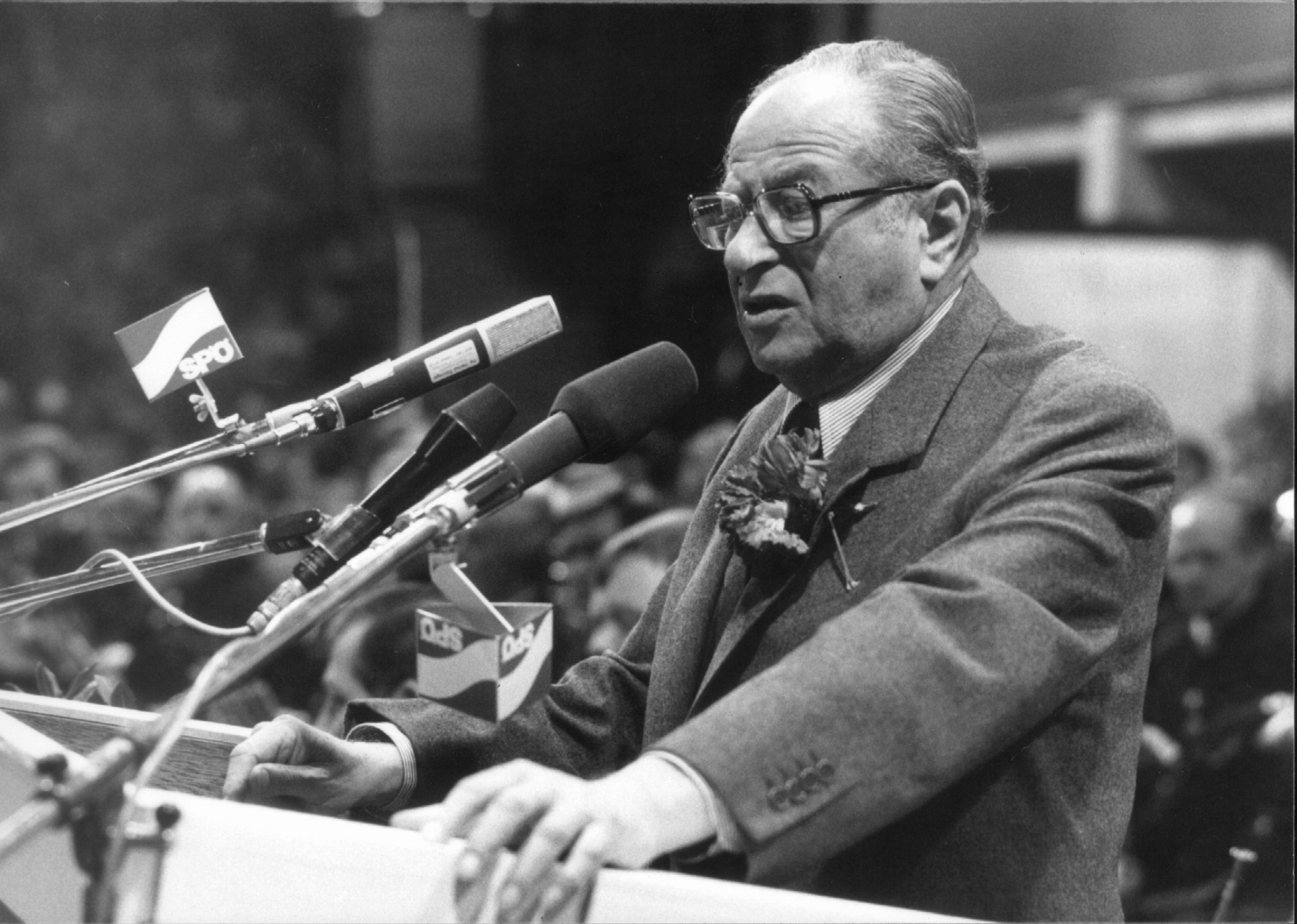
Bondskanselier Bruno Kreisky (SPÖ)